# الوناس بن دحمان
الوناس بن دحمان (انگلیسی: Lounés Bendahmane؛ زادهٔ ۳ آوریل ۱۹۷۷) بازیکن فوتبال اهل الجزایر بود.
از باشگاه‌هایی که در آن بازی کرده‌است می‌توان به باشگاه فوتبال القبائل، باشگاه فوتبال شباب بلوزداد، و باشگاه فوتبال مولودیه الجزایر اشاره کرد.
وی همچنین در تیم ملی فوتبال الجزایر بازی کرده‌است.